# 代孕

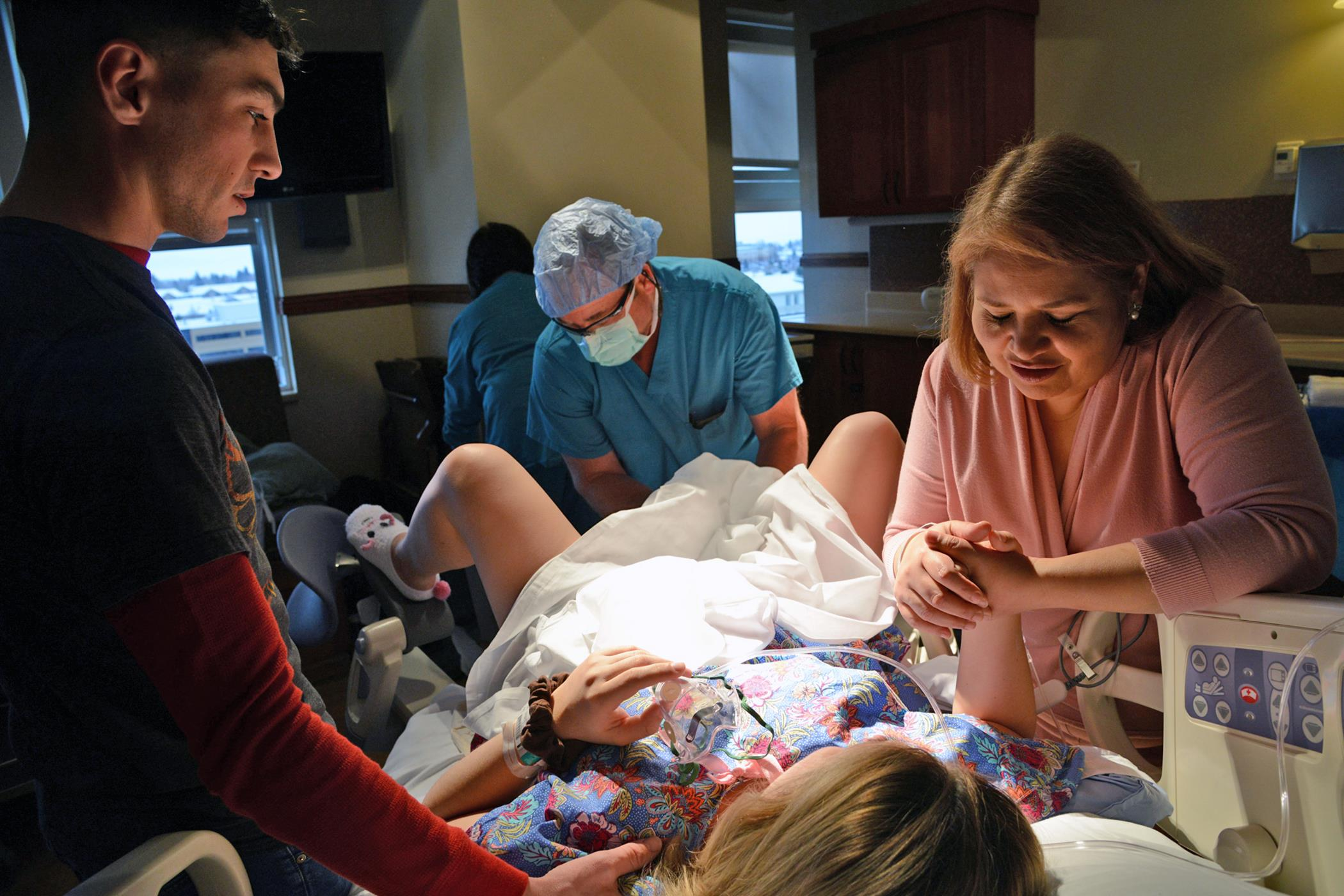
代理孕母的分娩，旁邊的是提出代孕需求的委託父母

代孕或代理孕母是第三方借代理孕母懷孕生子的過程。代理孕母和需求方協議，同意懷孕分娩，產下的嬰兒成為代孕需求方的子女。尋求代孕的情形有很多種，可能是需求方的夫妻在醫學上不太可能懷孕，或是因女方懷孕併發症風險太高，不適合懷孕，也有可能是單身男性或是男同性恋之伴侶希望有自己的小孩。代孕也是人工生殖技術的一項。
在代孕的協議中，可能會包括對代理孕母的金錢補貼，也可能沒有。若是代孕有金錢的補貼，有時會稱為「商業代孕」。代孕的費用（包括金錢補貼）及合法性會隨司法管轄權而不同，有時會造成複雜的跨州或是跨国代孕協議。
目前代孕在國際上尚有諸多爭議，在許多國家是不合法的。若是在代孕合法的國家，伴侶可以尋求代孕機構協助尋找合適的代孕母親，並且簽署代孕協議。代孕機構也會進行代孕母親的身理心理檢查及其他醫學檢測，讓在妊娠過程及分娩時可以有最佳的健康狀態。代孕機構也會處理需求方父母及代理孕母之間的法律事宜。
若是有人居住在禁止代孕的國家，但也希望尋求代理孕母，有可能會旅行到允許代孕的國家，再尋求代理孕母及代孕事宜（生育旅遊）。

## 分類
代孕可分為兩種，第一種是将需求方的精子送入代孕母亲的体内，在体内受精并完成怀孕全过程，这种方法称为人工授精代孕，这种方式的孩子是与代孕母親有血緣遗传关系的。另一種是將一對不孕夫妻的精子和卵子经过试管婴儿技术培养成胚胎，移植在代孕母亲的子宫裡，直到出生的过程，孩子的遗传基因是來自不孕不育方的，以上方法称为试管婴儿代孕。
在美國，试管婴儿代孕比較常見，其法律問題也比較不複雜。

#### 人工授精代孕
人工授精代孕（traditional surrogacy）是利用代孕母亲的卵子和委託父親（或是捐精者）的精子受精。代孕母亲的授精可以用自然方式，也可以用人工授精。以基因的角度來看，人工授精代孕所生的小孩和委託母親無血緣關係。若是用捐精者的精子進行授精代孕，小孩和委託父親就沒有血緣關係。若是用委託父親的精子授精，小孩和代孕母亲和委託父親是有血緣關係的。
有些人工授精代孕會由代理孕母和委託父母直接進行，沒有醫師的介入。在一些司法管轄區內，若是用使用捐精者的精子進行人工授精代孕，委託父母需透過領養程序，才可以在法律上成為孩子的父親及母親，行使相關義務及權利。若是透過代孕機構安排，許多代孕機構也會處理代理孕母和委託父母的法律事宜。

#### 試管嬰兒代孕
试管婴儿代孕（gestational surrogacy）最早是在1986年4月1日提出的，是由體外人工受精（IVF）產生的胚胎植入代理孕母的子宮內。试管婴儿代孕有幾種不同的形式，不論是哪一種形式，以基因角度來看，所生的嬰兒和代理孕母是沒有關係的：
- 胚胎是由委託父親的精子及委託母親的卵子培養而成。
- 胚胎是由委託父親的精子及捐卵者的卵子培養而成。
- 胚胎是由委託母親的卵子及捐精者的精子培養而成。
- 胚胎是由他人捐出的，可能是體外人工受精後多餘的胚胎，捐出給其他有需要的人。此情形下這個嬰兒在基因上和委託父母是沒有關係的[4]。

## 爭議

### 胚胎
在子宮代孕中植入的胚胎面臨與使用試管嬰兒技術相同的風險。胚胎的植入前風險包括非預期的表觀遺傳效應、胚胎培養介質的影響，以及對胚胎進行侵入性操作可能產生的不良後果。通常會植入多個胚胎以增加著床的機會，如果發生多胎妊娠，代孕母親和胚胎都面臨著更高的併發症風險。
通過單一試管嬰兒技術代孕誕生的孩子與通過自然受孕誕生的孩子相比，在身體和心理方面都未顯示出任何異常。然而，透過代孕母體進行多胎妊娠所生的孩子往往會導致早產，從而導致早產和身體和/或心理方面的異常。

### 孕母、卵子提供者
在大多數國家，法律框架中代孕立法和監管之間存在著巨大的差距。由於權威監督不足，代孕和代孕母親的安全缺乏專業支持或可靠運作，無法達到特定醫療條件，會導致女性地位無法獲得保障、被彻底“商品化”的担忧而有女性主義者发出强烈反对之声，亦有研究者将之类比为中国历史出現過的典妻。
所有這些不穩定因素增加了取卵和受精等人工手術的安全風險。此外，地下合約可能對代孕母親造成嚴重的生理傷害。代孕機構忽視了代孕母親的健康風險和死亡、透過強制墮胎而強行進行胎兒性別選擇亦非常普遍，同一代孕母親可能也會反復進行多次植入和胎兒減少手術，導致流產、不孕症甚至死亡等健康危害。

## 法律問題
代孕的法律問題在全球各地有所差異。許多國家沒有專門處理代孕問題的法律。某些國家完全禁止代孕，而另一些國家禁止商業代孕，但允許利他性代孕（代孕者不會獲得經濟報酬）。一些國家允許商業代孕，並且限制很少。一些國家將對代孕的禁止擴展到國際代孕，亦即把國民去他國使用代孕服務視為違法。一些司法管轄區適用於收養的規則，而其他司法管轄區則沒有用法律規範此。
美國、烏克蘭、俄羅斯和格魯吉亞在世界上擁有最寬鬆的代孕規範法律，如允許本國人與外國人來尋求商業代孕。數個亞洲國家曾經擁有寬鬆的法律，但後來法律趨漸嚴格。2013年，泰國禁止了商業代孕，並將利他性代孕的對象限制為本國民眾。2016年，柬埔寨也禁止了商業代孕。尼泊爾、墨西哥和印度最近也改為禁止外國人前來尋求商業代孕。在伊朗，代孕是合法且普遍存在的，並且商業代孕亦為宗教當局所允許。
處理代孕的法律必須處理以下問題：
代孕協議的可執行性：一些司法管轄區中，所有的代孕協議都是違法的。
人工授精代孕和試管嬰兒代孕引發的不同問題。
更動父母的法條：有鑒於尋求代孕服務的父母會需要執行此步驟，可以是通過出生前指定或出生後收養。儘管各地的法律存在很大差異，仍可以進行一些總結：
- 歷史上的法律會假定：生孩子的女性是孩子的法定母親，須透過收養來使另一個女性被改做母親（通常需要生母正式放棄父母權利）。
- 即使在不承認代孕安排的司法管轄區，如果潛在收養父母和生母在政府沒有任何干預的情況下繼續進行並且沒有中途改變主意，他們可能仍然能夠通過讓子宮代孕者生育並將孩子私自收養給原本計劃的父母來實現代孕效果。但是，如果司法管轄區明確禁止代孕並且政府發現了這一安排，則參與的雙方可能會面臨財務和法律後果。魁北克曾阻止了基因母親對孩子的收養，即使這將使孩子沒有法定母親[17]。
- 一些司法管轄區僅明確禁止商業代孕而不禁止利他性代孕。即使不禁止代孕的司法管轄區也可能裁定代孕合約（商業、利他或兩者）無效。如果合約被禁止或無效，那麼如果合約的一方改變主意，則沒有尋求救濟的權利：如果代孕者改變主意並決定保留孩子，那麼原本計劃的母親無法主張自己為孩子的母親，即便己身為基因提供者，夫婦也不能取回他們可能已支付給代孕者的任何款項；如果原本計劃的父母改變主意並且不想要孩子，那麼代孕者將無法得到任何金錢來彌補開支，或者任何已承諾的支付，她將保留孩子的法定監護權。[來源請求]
- 一些允許代孕的司法管轄區簡化法令程序。即若母親為卵子提供者，則可以無需經歷遺棄和收養程序就被視為合法的母親，這通常需透過出生證明來確定合法親子關係，並且需要所有相關人士的同意，有時甚至包括已婚代孕媽媽的丈夫。大多數司法管轄區僅規定了於產後方能執行此程序，旨在避免相關人士強迫代孕者放棄親權，即便代孕者在嬰兒出生後改變了主意。
- 一些司法管轄區確實設立了產前程序，通常僅在代孕者與胎兒沒有基因關聯的情況下。一些司法管轄區設定了一些條件，例如，預期父母必須是異性戀並已婚。規定設立產前命令的司法管轄區也更有可能設立代孕合約的執行機制。

### 國籍
代孕產生的孩子的公民身分和法律地位可能有問題。 海牙會議常設局在2014 年研究中將這些兒童的公民身分問題確定為「緊迫問題」（海牙會議常設局，2014a：84-94）。 根據美國國務院領事事務局的規定，在國外出生的孩子要成為美國公民，孩子的親生父母之一或雙方必須是美國公民。 換句話說，外國出生的代孕孩子在出生時自動獲得美國公民身份的唯一方法是他們是美國公民的親生孩子。 此外，在某些國家，孩子不會是其出生國的公民，因為代孕者在法律上不是該孩子的父母。 這可能會導致孩子出生時沒有公民身份。

### 東亞
在中國、南韓、香港、馬來西亞、泰國、印度、台灣，代孕均受到國家法律的規範，這些法律明確禁止代孕，或者明確設定了其合法性的參數。

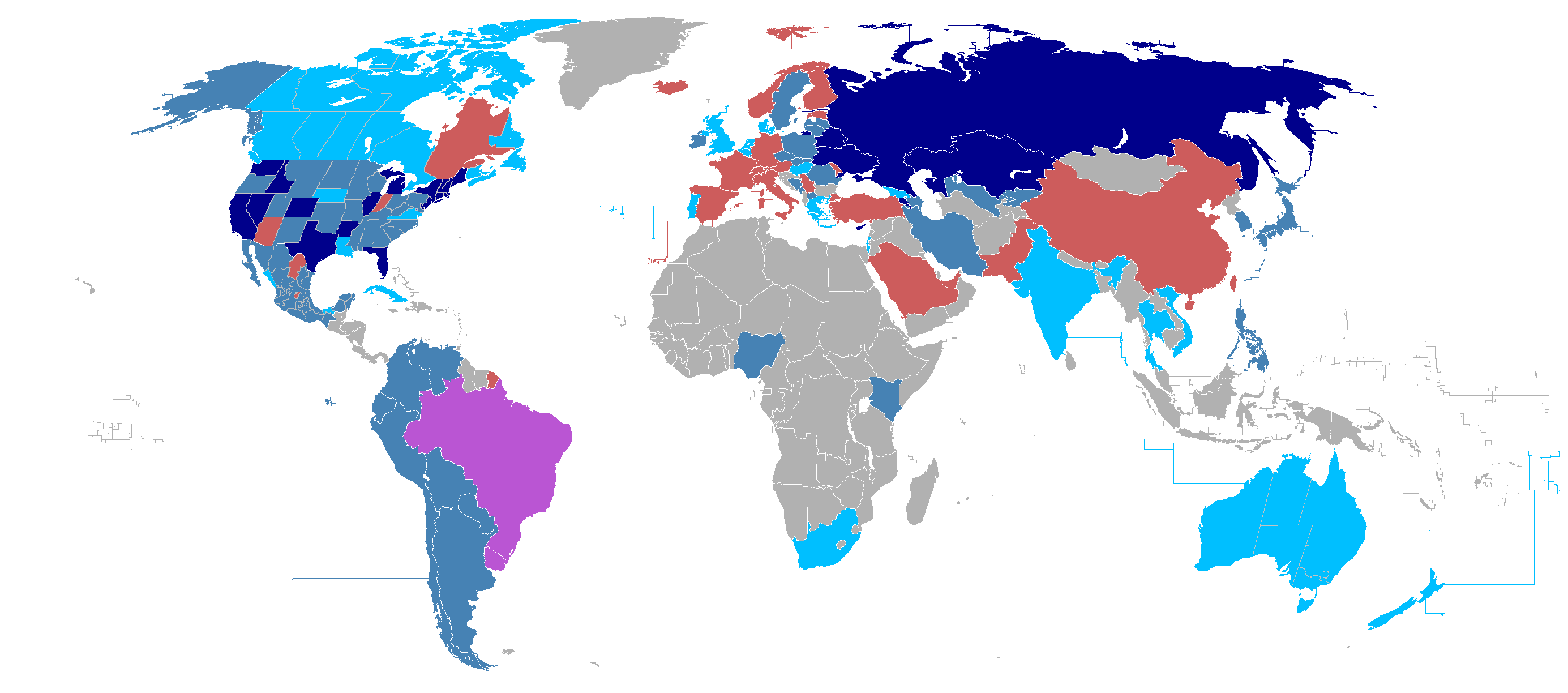
世界各地有關代孕法律：
商業性及非商業性皆合法
無相關法例
非商業性合法
僅允許二代表親關係以内的代孕
禁止
暫無資料/不確定

#### 中国大陆
代孕在中国大陆属于非法行为，其中《人类辅助生殖技术管理办法》（2001）和《人类辅助生殖技术规范》（2004）均明确规定禁止相关医疗机构和技术人员实施代孕。2010年代以来，在二孩政策全面放开、不孕不育人口占育龄人口12.5%等诸多因素下，中国大陆商业代孕、卵子交易日渐繁盛，业已形成产业链。有报道披露中国大陆每年代孕出生的婴儿超过1万名。
2015年4月，国家卫生和计划生育委员会下发《关于印发开展打击代孕专项行动工作方案的通知》，与其他12个部门开展打击代孕的专项行动。
第三条 ……医疗机构和医务人员不得实施任何形式的代孕技术。
……
第二十二条 开展人类辅助生殖技术的医疗机构违反本办法，有下列行为之一的，由省、自治区、直辖市人民政府卫生行政部门给予警告、3万元以下罚款，并给予有关责任人行政处分；构成犯罪的，依法追究刑事责任：
……
（二）实施代孕技术的；
……——《人类辅助生殖技术管理办法》（2001）
三、实施技术人员的行为准则
……
（五）禁止实施代孕技术。
……
（十三）禁止给不符合国家人口和计划生育法规和条例规定的夫妇和单身妇女实施人类辅助生殖技术。——《人类辅助生殖技术规范》（2004）
2015年，第十二届全国人大常委会着手修改《中华人民共和国人口与计划生育法》，而修订草案中有计划添加禁止以任何形式实施代孕的条文。12月27日，第十二届全国人大常委会第十八次会议审议通过了新的《人口与计划生育法》，但是禁止代孕的内容却并未出现。在此法修订期间，多位全国人大代表建议放松对代孕的管制，以帮助有生育困难的人群。
《中华人民共和国人口与计划生育法》未禁止代孕被商业代孕从业者，认为是中国政府对代孕行业的默认。时任国家卫生和计划生育委员会法制司司长张春生解读，修正案最终删除“禁止代孕”表述，并非暗示代孕将会合法化，“未来仍将严禁医疗机构和医务人员实施任何形式的代孕技术，严禁买卖精子、卵子、受精卵和胚胎。”亦有专家认为，可供执行的规定只是国务院规定，且只能约束、规范医院和医生，甚至连商业代孕的中介都管不了。

### 香港
非商業合法。

### 台湾
- 台湾代孕的法律规范与《人工生殖法》相关。中華民國衛生署自1995年开始，草拟《人工生殖法》草案。因代孕、死后取精、克隆人等争议无法通过。该法与代孕争议脱钩后，于2007年3月在立法院三读通过，完成立法[29]。其后，代孕争议仍广泛存在。2020年5月1日，民进党立法委员吴秉叡提案修正《人工生殖法》在立法院完成一读[30]。

## 相關影視作品
- 電視劇《姻緣花》（1997）（台灣）
- 电影《母语 》（台譯：男女關係之密語）（2012）（中國大陸）
- 纪录片 《代孕者》（House of Surrogates）（2013）（英國）

## 外部連結
- 人類生殖科技管理局 （页面存档备份，存于）（繁體中文）